# Памятник Гусейну Джавиду
Памятник Гусейну Джавиду (азерб. Hüseyn Cavidin heykəli) — памятник азербайджанскому поэту Гусейну Джавиду, расположенный в столице Азербайджана, в городе Баку, в сквере, носящем имя поэта и расположенном на проспекте Гусейна Джавида. Авторами отлитого из бронзы памятника являются Народный художник Азербайджана, скульптор Омар Эльдаров и архитекторы Юсиф Гадимов и Расим Алиев. Установлен в 1993 году.

## История создания и открытие
Создание памятника оказалось сопряжено с большими трудностями. Работы начались ещё в советском Азербайджане, а завершились уже после распада СССР, в независимой Азербайджанской Республике. Создание монументального бронзового памятника-комплекса было дорогостоящим делом. Поначалу с выделением средств не было проблем, но с распадом СССР финансирование работ по сооружению памятника приостановилось. Лишь после обретения независимости Азербайджаном работу над памятником, несмотря на разгоревшийся армяно-азербайджанский конфликт, удалось завершить.
Как вспоминает Омар Эльдаров, идея создания памятника Гусейна Джавида принадлежала Гейдару Алиеву. Работа над памятником, а затем и горельефом потребовала от скульптора изучения жизни и творчества Гусейна Джавида. Но по художественному замыслу Эльдарова нужно было увековечить память не только Гусейна Джавида, но и многих других азербайджанцев, ставших жертвами политических репрессий первой половины XX века. Таким образом, Омар Эльдаров при создании памятника Гусейна Джавида воплотил идею круговорота жизни целого поколения народа.
Торжественное открытие в Баку мемориального комплекса состоялось 27 мая 1993 года. На церемонии выступила дочь Гусейна Джавида Туран Джавид. Она вспоминала:
Я запомнила навсегда тот страшный день 4 июня 1937 года, когда был арестован мой отец. И вот сейчас, в дни празднования нашим народом, уже в условиях свободы, годовщины независимости Азербайджана, моему отцу, отдавшему жизнь за эту свободу, воздвигнут памятник…
Митинг, посвященный открытию памятника, завершился исполнением впервые прозвучавшего в этот день «Марша патриотов», написанного сыном поэта Эртогрулом Джавидом.

## Описание
Гусейн Джавид в крупной, 5,5-метровой статуе изображен в полный рост, склонившим в раздумьях голову. Базовой основой композиции послужили произведения Гусейна Джавида «Иблис» и «Родина». Скульптурно-архитектурный ансамбль состоит из бронзового памятника и каскада фонтанов. Основной идеей художественной композиции памятника-монумента является борьба добра и зла в душе человека. Внизу композиции олицетворяющий зло Иблис, падает головой вниз на землю с мечом в руках. В верхней части композиции находится образ Родины-матери, олицетворяющей добро. Между Иблисом и Родиной-матерью расположен образ Человека, пытающегося оторваться от Иблиса и устремиться наверх, к добру. В памятнике-композиции Омар Эльдаров подчеркнул любовь Джавида к розам.